# Saropogon trispiculum
Saropogon trispiculum är en tvåvingeart som beskrevs av Tomasovic 2005. Saropogon trispiculum ingår i släktet Saropogon och familjen rovflugor.
Artens utbredningsområde är Thailand. Inga underarter finns listade i Catalogue of Life.